# Gunung Meriah (Gunung Meriah)
Gunung Meriah is een bestuurslaag in het regentschap Deli Serdang van de provincie Noord-Sumatra, Indonesië. Gunung Meriah telt 323 inwoners (volkstelling 2010).